# いすゞ自動車中国四国
いすゞ自動車中国四国株式会社（いすずじどうしゃちゅうごくしこく、英語：Isuzu Motors Chugokushikoku Limited）とは、いすゞ自動車が製造する自動車を取り扱う自動車販売会社である。いすゞ自動車販売の完全子会社であり、いすゞ自動車の連結子会社である。

## 概要
中国運輸局の広島県、岡山県、山口県、鳥取県、島根県東部・隠岐と、四国運輸局の愛媛県、高知県、徳島県が販売区域である。なお、島根県西部と香川県には別会社がある（下記「関連項目」を参照のこと）。

## 沿革
- 1945年（昭和20年）6月 - 山口県に東山工業株式会社を設立。
- 1946年（昭和21年）9月 - 商号を西中国いすゞ自動車販売株式会社（後の山口いすゞ自動車）に変更。
- 1979年（昭和54年）  - 広島いすゞ自動車にてポルシェの正規ディーラー権を取得。ポルシェ車の販売を開始。
- 2000年（平成12年）3月 - 愛媛いすゞ自動車、徳島いすゞ自動車、高知いすゞ自動車の3社を統合し、商号をいすゞ自動車四国株式会社に変更。
- 2001年（平成13年）2月 - 山口いすゞ自動車、広島いすゞ自動車、岡山いすゞ自動車、山陰いすゞ自動車の4社を統合し、商号をいすゞ自動車中国株式会社に変更。同時に本社を広島市西区庚午中に移転。
- 2006年（平成18年）11月 - 本社及び広島支店を現所在地の広島市佐伯区五日市港に新築移転。
- 2010年（平成22年）10月 - 会社統合により、いすゞ自動車四国株式会社を合併し、商号をいすゞ自動車中国四国株式会社に変更。
- 2015年（平成27年）
  - 4月 - 広島東支店の社屋新設及び広島東サービスセンターの改装。
  - 12月 - 福山支店及び福山サービスセンターの改装。
- 2016年（平成28年）4月 - 山口支社の社屋新設及び山口サービスセンターの改装。
- 2017年（平成29年）
  - 4月 - ポルシェの正規ディーラー事業を京都市の自動車ディーラー「マツシマホールディングス」に売却。
  - 6月 - 岩国支店及び岩国サービスセンターを岩国市多田に新築移転。
- 2020年（令和2年）
  - 3月 - 倉敷支店及び倉敷サービスセンターの改装。

## 事業所所在地
呉サービスセンター及び徳島サービスセンター以外の全てのサービスセンター（SC）は全車型対応である。なお、呉SC及び徳島SCは施設の関係上、原則として小型車のみの対応になる。

### 中国地方

#### 広島県
広島地区
- 本社、広島・島根支社、広島支店、広島SC（旧いすゞ自動車中国本社）
  - 731-5161 広島県広島市佐伯区五日市港3丁目7-11

- 広島東支店、広島東SC
  - 739-0323 広島県広島市安芸区中野東5丁目3-1

- 西条・呉支店、西条SC
  - 739-0023 広島県東広島市西条町下三永230-2

- 呉SC（西条・呉支店管轄）
  - 737-0821 広島県呉市三条2丁目4-14

- 三次支店、三次SC
  - 728-0023 広島県三次市東酒屋町306-32

福山地区
- 福山支店、福山SC
  - 720-0838 広島県福山市瀬戸町大字山北37-1

中古車センター
- 広島中古車センター
  - 731-5161 広島県広島市佐伯区五日市港3丁目22-3

#### 岡山県
- 岡山・鳥取支社、岡山支店、岡山SC（旧岡山いすゞ自動車本社）
  - 702-8006 岡山県岡山市中区藤崎592-1

- 倉敷支店、倉敷SC
  - 710-0803 岡山県倉敷市中島1522-1

- 津山支店、津山SC
  - 709-3703 岡山県久米郡美咲町打穴中1015

#### 山口県
- 山口支社、山口支店、山口SC（旧山口いすゞ自動車本社）
  - 753-0821 山口県山口市葵1丁目5-82

- 下関支店、下関SC
  - 752-0925 山口県下関市亀浜町9-50

- 宇部支店、宇部SC
  - 759-0207 山口県宇部市大字際波字深田665-2

- 周南支店、周南SC
  - 746-0002 山口県周南市西千代田町1-45

- 岩国支店、岩国SC
  - 741-0092 山口県岩国市多田101-1

#### 島根県
- 松江支店、松江SC（旧山陰いすゞ自動車本社）
  - 699-0101 島根県松江市東出雲町揖屋63

- 出雲SC（松江支店管轄）
  - 693-0034 島根県出雲市神門町1402

#### 鳥取県
- 鳥取支店、鳥取SC
  - 680-0913 鳥取県鳥取市安長171-1

- 米子支店、米子SC
  - 689-3425 鳥取県米子市淀江町佐陀672-18

### 四国地方

#### 愛媛県
- 四国支社、松山支店、松山SC（旧いすゞ自動車四国本社・旧愛媛いすゞ自動車本社）
  - 791-1115 愛媛県松山市土居町575
- 東予支店、東予SC
  - 792-0893 愛媛県新居浜市多喜浜6丁目10-63

#### 徳島県
- 徳島支店、徳島SC（旧徳島いすゞ自動車本社）
  - 770-0804 徳島県徳島市中吉野2丁目13
- 松茂SC（徳島支店管轄）
  - 771-0219 徳島県板野郡松茂町笹木野字八北開拓199-1

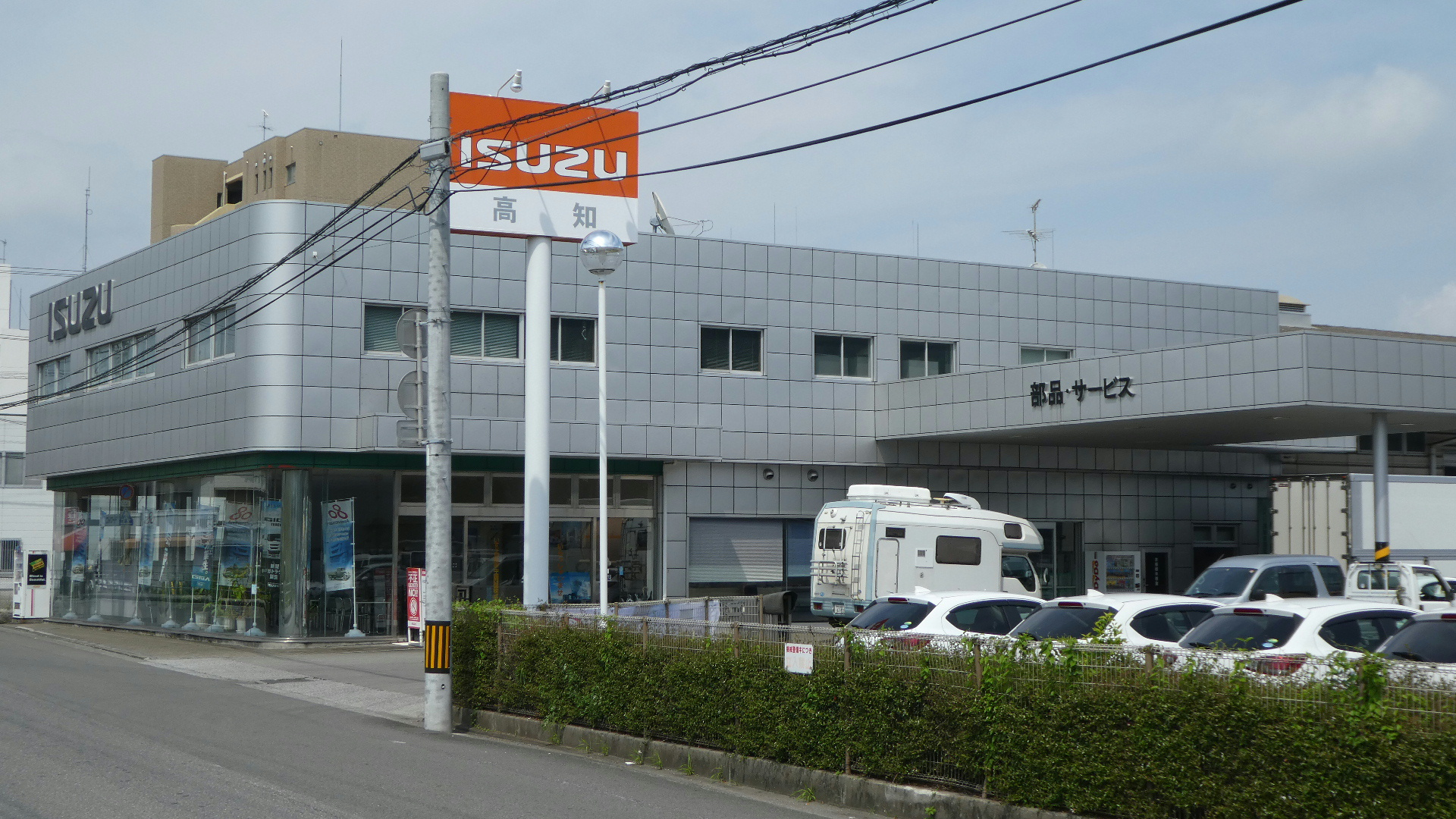
高知支店

#### 高知県
- 高知支店、高知SC（旧高知いすゞ自動車本社）
  - 781-8016 高知県高知市南ノ丸町23

## 提供番組
- めざましどようび（岡山県・香川県）
- シューイチ（徳島県）
- サンデーモーニング（高知県）